# 홈랜드 (드라마)
《홈랜드》(영어: Homeland)는 하워드 고든과 알렉스 갠사가 기획하고 제작한 미국의 정치 스릴러 텔레비전 시리즈이다. 가디온 래프가 제작한 이스라엘 드라마 전쟁포로를 바탕으로 만들었다.
클레어 데인스가 조울증이 있는 미국 중앙정보국 직원 캐리 매티슨 역, 데미안 루이스가 미국 해병대 척후 저격병 니콜라스 브로디 역을 맡았다. 매티슨은 알카에다에 포로로 붙잡혔던 브로디가 적에게 전향해 이젠 미국을 위협하는 존재라고 믿는다.
미국 케이블 채널 쇼타임에서 방영하며, 폭스 21이 제작한다. 2011년 10월 2일 첫 전파를 탔다. 첫 에피소드는 텔레비전으로 방영되기 2주도 더 전에 이미 인터넷에서 시청이 가능했으며, 인터넷 시청자들은 주어진 게임을 완료한 뒤에 접속할 수 있었다. 세 번째 시즌은 총 12 에피소드로 돌아왔고, 2013년 9월 29일부터 방영되었다. 2013년 10월 22일, 쇼타임은 2014년 시즌 4의 방영 결정을 발표했다.
시즌 1부터 계속해서 호평을 받고 있으며, 프라임타임 에미상 드라마 남우주연상(데미안 루이스), 여우주연상(클레어 데인스)를 비롯해서, 2012년 프라임타임 에미상 드라마 최우수작품상, 2011년과 2012년 골든 글러브상 최우수 텔레비전 시리즈 드라마 부문 등 다수의 상을 수상했다.

## 개요

### 시즌 1 (2011)
첫 시즌에서는 미국 중앙정보국 요원 캐리 매티슨의 이야기를 다룬다. 그녀는 이라크에서 공인되지 않은 작전을 수행한 대가로 근신 처분을 받았다가 버지니아주 랭글리에 있는 CIA 대테러 센터로 발령받는다. 이라크에서 그녀는 정보원으로부터 미국인 전쟁 포로가 알카에다로 전향했다는 사실을 듣는다.
그로부터 몇개월 후, 그녀의 상사 대테러센터 국장 데이비드 에스티스가 긴급 브리핑으로 캐리와 그녀의 동료들을 호출했을 때 상황은 복잡해지기 시작한다. 브리핑에서 그녀는 테러리스트 아부 나지르의 벙커를 습격한 델타 포스 팀이 한 전쟁 포로를 구출해냈다는 소식을 듣는다. 바로 그는 2003년 작전 중 행방불명되어 사망 처리되었던 미국 해병대 중사 니콜라스 브로디였다. 캐리는 정보원이 말했던 전쟁 포로가 바로 그라고 믿게 된다. 하지만 정부와 그녀의 CIA 상사들은 그가 단지 전쟁 영웅이라고 생각한다.
브로디를 감시하자고 상사를 설득하기는 어렵다는 것을 깨달은 캐리는 그녀가 유일하게 믿는 사람인 사울 베렌슨에게 브로디가 전향했다는 자신의 생각을 말한다. 그 둘은 브로디를 조사하고 미국 본토에 또 다른 테러 공격을 방지하기 위해서 일하기 시작한다. 결국에는 자살 폭탄 조끼를 입은 브로디가 부통령을 암살하려는 시도를 한다. 하지만 그가 테러리스트라고 점점 더 의심하고 편집증적으로 집착하는 캐리가 브로디의 딸 데이나에게 마지막 순간에 브로디에게 전화를 걸어 중재를 함으로써 테러 시도는 미수로 끝이 난다.

### 시즌 2 (2012)
두 번째 시즌에서는 알카에다의 아부 나지르를 잡기 위해 브로디와 함께 일하는 캐리와 CIA 요원들의 이야기가 전개된다. 레바논에 CIA 작전 중 브로디의 테러 고백 영상 파일을 발견하게 된 후, 캐리와 사울, 그리고 분석가 피터 퀸은 브로디를 이중 스파이로 활용하려고 한다. CIA의 심문을 받은 후 브로디는 이중 스파이의 역할을 하며 양쪽에 모두 정보를 전달한다. 부통령의 지지를 바탕으로 하원 의원으로 잘 나가면서도 이중 스파이로서의 불리한 점으로 인해 브로디는 가족과의 관계는 멀어지지만 캐리와는 점점 더 가까워지게 된다. 미국에 잠입한 아부 나지르의 꼬드김을 받은 브로디가 부통령을 암살한 와중에, CIA에서는 브로디의 정보를 이용해 나지르의 연락망을 추적하고 결국에 그를 발견하지만, 나지르는 발견된 그 자리에서 자살하고 만다. 브로디는 이제 나지르에게서 자유로워진 것처럼 보였지만, CIA 본부에서 전직 CIA 국장이기도 했던 부통령의 추도식 행사가 열리던 중 테러가 발생해 국장 에스티스를 비롯한 많은 사람들이 목숨을 잃게 되고, 브로디와 캐리는 그 곳에서 살아남는다. 예전의 테러 고백 영상으로 인해 CIA 테러를 터뜨렸다는 누명을 받은 브로디는 캐리의 도움으로 미국을 탈출하고, 캐리와 사울만이 남게 된다.

### 시즌 3 (2013)
세 번째 시즌에서는 아부 나지르 일당에 의해 벌어진 테러 공격의 후유증에 대한 이야기로 전개된다. 상원 위원회에서 사울이 CIA 국장 대리가 된 상원의원 록하트의 심문을 받게 되면서, 캐리는 CIA 추락의 원인으로 지목된다. 하지만 이 모든 것은 사울이 만들고 있던 더 큰 계획의 일부임이 드러나는데, 캐리가 CIA에서 부정당한 것처럼 보이게 해 이란 고위 정보 장교인 마지드 자바디(랭글리 테러에 자금을 댄 인물)를 CIA 정보원으로 이용하려고 꾄 것이었다. 자바디는 나중에 테러의 범인이 아직 미국에 있다는 사실을 캐리에게 말하고, CIA는 실제 폭파범과 그 장교의 변호사를 심문하기 위해 행동한다. 브로디의 가족들이 브로디가 테러리스트가 된 상황에서도 평소처럼 살려고 노력하고 있을 때, 브로디 자신은 베네수엘라 카라카스에 숨어든다. 그리고 국경을 넘으면서 총에 맞아 부상당한 후에 진통제로 헤로인을 맞으며 중독되어 간다. 나중에 결국 사울이 그를 구하고, 마약에서 벗어나도록 도와주고, 그에게 특별 임무를 준다. 그 임무는 바로 '랭글리 폭파범'이라는 그의 악명을 이용해 이란에 가서 현재 이란 혁명 수비대 대장인 다네시 아크바리에게 접근한 다음 그를 암살하라는 것이었다. 하지만 한번 암살을 실패한 뒤 그에게 더 이상 기회가 없을 거라고 생각한 CIA의 고위 책임자들은 브로디의 암살을 명령한다. 그러나 캐리의 도움으로 브로디는 암살 위기에서 벗어나고 아크바리와 만날 기회를 만든 뒤, 그를 질식시켜 죽인다. 캐리가 브로디를 은신처로 데려가지만, 새로이 CIA 국장이 된 록하트가 정보원인 자바디의 생존을 위해 혁명 수비대에게 은신처의 위치를 알려준다. 브로디는 사람들이 많이 모인 앞에서 공개 처형을 당한다. 4달 뒤, 록하트는 임신한지 8개월된 캐리에게 CIA 터키 지부장을 맡아달라고 한다. 캐리는 그것을 받아들이지만 CIA를 위해 힘쓴 사람들을 위한 기념벽에 브로디 또한 들어가야 한다는 그녀의 요청은 받아들여지지 않는다. 마지막 장면에서 캐리 자신이 직접 기념벽에 브로디를 위한 별을 그린다.

## 캐스트
- 클레어 데인스 - Carrie Mathison
- 데미언 루이스 - Nicholas Brody
- 모레나 바카린 - Jessica Brody
- 데이비드 헤어우드 - David Estes
- 디에고 클래튼호프 - Mike Faber
- 모건 세일러 - Dana Brody
- 맨디 패틴킨 - Saul Berenson